# S/2003 J 10
S/2003 J 10 ist einer der kleinsten bekannten Monde des Planeten Jupiter.

## Entdeckung
S/2003 J 10 wurde am 6. Februar 2003 von Astronomen der Universität Hawaii entdeckt.
Der Mond hat noch keinen offiziellen Namen erhalten – bei den Jupitermonden sind dies in der Regel weibliche Gestalten aus der griechischen Mythologie –, sondern  wird entsprechend der Systematik der Internationalen Astronomischen Union (IAU) vorläufig als S/2003 J 10 bezeichnet.

## Bahndaten
S/2003 J 10 umkreist Jupiter in einem mittleren Abstand von 23.041.000 km in 716 Tagen und 6 Stunden. Die Bahn weist eine Exzentrizität von 0,214 auf. Mit einer Neigung von 165° gegen die Ekliptik ist die Bahn retrograd, d. h., der Mond bewegt sich entgegen der Rotationsrichtung des Jupiter um den Planeten.
Aufgrund seiner Bahneigenschaften wird S/2003 J 10 der Carme-Gruppe, benannt nach dem Jupitermond Carme, zugeordnet.

## Physikalische Daten
S/2003 J 10 besitzt einen Durchmesser von etwa 3 km. Seine Dichte wird auf 2,6 g/cm³ geschätzt. Er ist vermutlich überwiegend aus silikatischem Gestein aufgebaut.
Er weist eine sehr dunkle Oberfläche mit einer Albedo von 0,04 auf, d. h., nur 4 % des eingestrahlten Sonnenlichts werden reflektiert. Seine scheinbare Helligkeit beträgt 23,6m.